# 聖白議會
聖白議會（White Council），或稱智者會議（Council of the Wise），是作家J·R·R·托爾金筆下由埃斯塔力與精靈組成的組織，議會在第三紀元成立，用以對付多爾哥多妖術師。
聖白議會議長是白袍薩魯曼，其他成員包括灰袍甘道夫、褐袍瑞達加斯特、造船者瑟丹、凱蘭崔爾女王、半精靈愛隆。
原先凱蘭崔爾女王屬意由甘道夫成為議長，但被甘道夫拒絕。後來薩魯曼背叛後，甘道夫成為新一任議長。

## 歷史

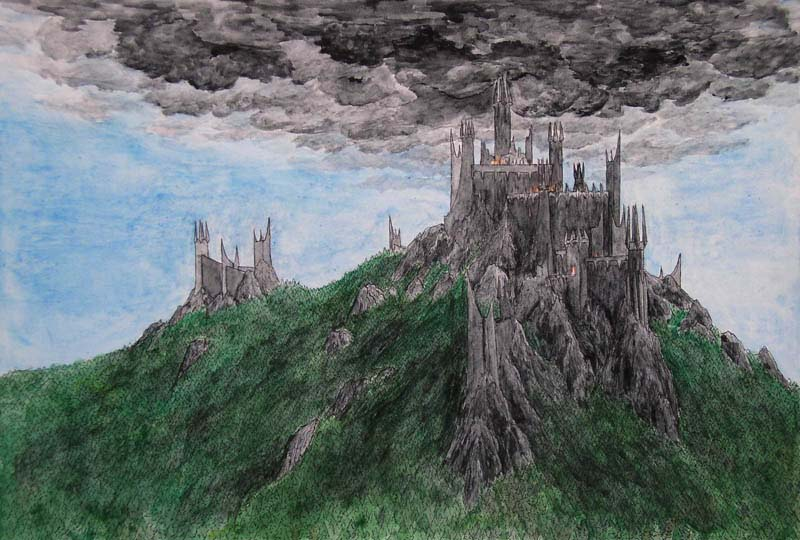
聖白議會成立是為了對付盤據於多爾哥多的死靈法師。

根據小說《魔戒》的附錄，聖白議會共召開過四次會議。
第三紀元2850年，成員甘道夫於多爾哥多確認其主人為重生的黑暗魔君索倫後，他便於次年的會議上敦促其他成員向多爾哥多發動攻擊，然而此一訴求遭議長薩魯曼拒絕，還嘲笑吸食菸草的甘道夫。
2941年，即為孤山遠征的同年，甘道夫再次於會議上呼籲攻擊多爾哥多，這次薩魯曼同意了；於是聖白議會成員們向多爾哥多進攻，但早有預謀的索倫藉機逃到了老巢魔多。
在2953年的最後一次會議上，討論的主題主要聚焦於統御魔戒上，薩魯曼堅稱索倫的至尊魔戒已透過安都因河流入大海。

## 改編描述
在魔戒前傳電影《哈比人：意外旅程》裡，聖白議會在瑞文戴爾召開了一次會議，與會者有甘道夫、薩魯曼、凱蘭崔爾和愛隆。在會議上討論的主題包括了甘道夫支持索林·橡木盾收復孤山遠征的理由：防止索倫及惡龍史矛革邪惡勢力的威脅，但薩魯曼對此不屑一顧。甘道夫還在會議上出示了來自多爾哥多的魔窟劍。
《哈比人：五軍之戰》裡，甘道夫被囚於多爾哥多，聖白議會其餘成員來到多爾哥多對抗九戒靈，瑞達加斯特則負責救走甘道夫。凱蘭崔爾女王獨自一人用她的水晶瓶將索倫與九名戒靈驅離，本來愛隆欲進一步追擊以徹底消滅索倫，但薩魯曼阻止了他並說「索倫留給我」。這一幕暗示了薩魯曼後來的背叛。